# Eutim
Az Eutim görög eredetű férfinév, jelentése: jóakaratú. Női párja: Eutímia.

## Gyakorisága
Az 1990-es években szórványos név, a 2000-es években nem szerepel a 100 leggyakoribb férfinév között.

## Névnapok
- január 20.[2]
- március 11.[2]